# Darth Bane
Darth Bane är en mäktig sithlord i Star Wars. Darth Bane använder en röd och en violett ljussabel. Då han levde (cirka 1 000 år innan filmen Det mörka hotet utspelar sig) hade Sithorden enligt Bane blivit korrupt. De olika sithmästarna stred om makten och utmanövrerade varandra, i stället för att kämpa mot sina huvudfiender jediriddarna. Darth Bane var den som låg bakom tankebomben som drabbade de stridande sith- och jediriddarna under slaget om Ruusan och han var också den enda sith som överlevde slaget och explosionen. Darth Bane var också den som formulerade regeln om två, en regel som sade att det bara fick finnas två sithlorder samtidigt; en mästare och en lärling.
Darth Bane omnämns som en legendarisk sithmästare i TV-serien Star Wars: The Clone Wars från 2008. Han finns även omnämnd i en del noveller och andra verk som tillhör Star Wars Legends, som också inkluderar ett par noveller där han framträder som huvudkaraktär, Darth Bane: Path of Destruction (2006), Darth Bane: Rule of Two (2007) och Darth Bane: Dynasty of Evil (2009).

## Historia
Darth Bane föddes som Dessel i en gruvkoloni på planeten Apatros, cirka 1 000 år innan Star Wars-filmerna i originaltrilogin utspelar sig. Hans far, som hette Hurst, var en bitter alkoholist, som ofta misshandlade och slog honom. När fadern var arg brukade han kalla Dessel för sitt livs "bane". Dessels mor hade dött vid hans födsel och fadern hatade honom på grund av detta. Hans familj var fattig, och fadern klagade ofta på att han åt för mycket när de inte hade särskilt mycket pengar. När Dessel senare upptäckte sin förmåga att använda Kraften använde han den för att döda sin far.
Efter att ha spelat kortspelet sabacc mot ett par av Republikens soldater, vann han en förmögenhet. Dock blev soldaterna rasande över hans seger och anföll honom. Dessel, som var väldigt stark och muskulös, slog ihjäl en av soldaterna och blev tvingad att fly från Apatros och från Republiken, som jagade honom på grund av mordet. Han gömde sig på ett transportskepp och lämnade sitt gamla liv och sin döda far bakom sig. Hans idé var att försöka ansluta sig till Sithordens armé, som kämpade mot Republiken ute i galaxen.
Dessel blev soldat i sitharmén och efter grundträningen förflyttades han till Phaseera-systemet, där strider hade brutit ut. Han utförde även uppdrag på Kashyyyk och Trandosha. Han steg småningom i rank, på grund av sitt intellekt, sin fysiska styrka, samt sina djärva planer och smarta taktiker. När Dessel vägrade att utföra ett uppdrag, eftersom han ansåg stridsplanen vara dåraktig, sattes han i arrest och fördes till den sithkontrollerade planeten Korriban i yttre randen. Där tränades han som elev i den stora sithakademin, där de som befunnits vara mottagliga för Kraften tränades upp till sithlorder. Men det var få som lyckades, och många dog under den hårda tiden i akademin. Det var under den här perioden som han slutade att använda sitt riktiga namn, Dessel, och istället tog namnet Bane.
På sithakademin fick Bane fick lära sig att kontrollera Kraften, som hela tiden funnits inom honom, och att utnyttja dess mörka sida. Han lärde sig även att slåss med ljussabel och sågs som en lovande elev av akademins ledare och fäktmästare Qordis och flera andra sithlorder, däribland Kas'im. Efter att ha besegrat och kallblodigt dödat en annan elev i en duell, utmanade Bane akademins främste kämpe bland eleverna, zabraken Sirak. Sirak var en dödligt skicklig fäktare och alla andra elever fruktade honom. Bane förlorade dock duellen och var mot slutet så trött och skadad att Sirak nästan totalt krossade honom. Illa skadad lades Bane i en bacta-tank för att helas och återfå sina krafter. Han tillbringade tre hela veckor nersövd i tanken. Efter att han hade kommit ut ur den helande substansen, hade han förändrats helt: han tvivlade på sig själv och kände att Kraften hade övergett honom. Eleverna på akademin hånade honom för hans nederlag och lärarna ville inte undervisa honom mer. De som han hade trott var hans vänner mötte inte ens hans blick längre. Bane hade framstått som svag och förlorat akademins gunst.
Samtidigt, på en helt annan plats i galaxen, stred sitharmén mot Jediordens armé, ledd av den beryktade generalen Hoth. Under de stora slagen fanns det många förrädare på båda sidorna. En av dessa var jediriddaren Githany. Hon rymde en natt från Jediordens läger och tog sig ensam in i sithernas huvudbas, där hon sökte upp sithernas ledare, den fruktade lord Kaan, en fullskalig sithlord. Hon förklarar för Kaan att hon har lämnat Jediorden och att hon vill ansluta sig till Sithorden. Kaan kände att Kraftens mörka sida var stark hos henne och tillät henne att strida för sitherna. Han lovade även att hon skulle få följa med till Korriban, efter striderna, för att tränas. Githany visade Kaan och de andra sithlorderna hur de skulle bryta igenom jediriddarnas försvar. Därmed förrådde Githany alla sina gamla jedivänner och sände dem alla i döden. Genom att förråda sina gamla vänner bevisade Githany för Kaan att hon var värdig; hon kunde överge sina vänner för att själv få mer makt. Efter att på detta sätt ha bevisat sig värdig skickades hon till Korriban och sithakademin.
Githanys ankomst till akademin fick särskilda konsekvenser för Bane. Githany, som hört Banes historia, började i hemlighet att hjälpa Bane att återfå sina krafter, i syfte att utnyttja honom i sin egen plan för att förgöra Sirak, och Bane tog emot hennes hjälp. Han började nu framförallt studera de gamla lärorna från de forna sithmästarnas gyllene era och kommer fram till att Sithordens lära är ofullständig. Då Githany berättar för Bane att hon tänker utmana Sirak, med baktanken att Bane istället skulle erbjuda sig att lönnmörda honom åt henne, överraskar Bane henne genom att avslöja att han själv tänker förgöra Sirak i en duell och att han hela tiden varit medveten om att hon utnyttjat honom. Under duellen skadade Bane sin motståndare allvarligt, men duellen avbröts just innan han kunde döda Sirak.
Qordis, som sedan en tid känt till att Githany i hemlighet hjälper Bane, sade efter detta till Bane att han måste sluta studera de gamla arkiven. Bane lämnar förargad akademin, i hopp om att istället kunna finna den mörka sidan av Kraftens mest kraftfulla hemligheter i de gamla sithmästarnas gravkryptor i sithmästarnas dal. Till hans besvikelse fann han dock ingenting. Han återvände till akademin, där han åter mötte Githany. Bane misstänker ett tag att hon gillrar en fälla för att döda honom, men det visade sig att hennes fälla egentligen var avsedd för Sirak som var ute efter hämnd. Bane dödar slutligen Sirak efter att än en gång ha besegrat honom i en duell. Bane tog sig sedan titeln Darth, en gammal titel som burits av de forna sithmästarna, lämnade akademin och reste till planeten Rakata Prime, där han fann en holocronkub som lämnats kvar av Darth Revan, en av de mäktigaste forna sithmästarna. Bane kunde nu fullborda sin träning och han lärde sig många av de forna sithmästarnas största hemligheter, däribland hur man skapar en tankebomb som kan döda alla som kan använda Kraften i närheten när den exploderar. Bane formulerade nu också regeln om två, en regel som sade att det bara fick finnas två sithlorder samtidigt; en mästare och en lärling.
Lord Kaan beordrade att alla sithlärlingar på Korriban skulle göras till sithlorder och ansluta sig till Sithordens styrkor på Ruusan för att strida mot Jediordens armé. Lord Kaan skickade Kas'im, en sithlord som var en av Banes tidigare lärare från akademin, efter Bane. Vid mötet med sin tidigare läromästare övervägde Bane att ta Kas'im som lärling, men då Kas'im avslöjade att han hade order om att döda Bane, dödade Bane honom. Bane skickade därefter ett meddelande till Kaan om att Kas'im var död. Han sände även en tankebomb till Kaan, till synes som en gåva och ett fredstecken dem emellan. Lord Kaan tog emot gåvan, men tyckte att Bane blivit för mäktig. Githany anmälde sig frivilligt att döda Bane. Hon letade upp Bane och förgiftade honom med en kyss. Bane blev svårt sjuk men lyckades hitta en helare som räddade honom efter att Bane hotat med att annars tortera hans dotter. Då han blev återställd återvände Bane till Ruusan. Lord Kaan och de andra sitherna blev överraskade av hans uppdykande, men valde att följa Bane sedan han presenterat sin plan för att besegra jediriddarna. Vad de inte visste var att Banes plan inte bara var att besegra jediriddarna, utan också att rena den i hans ögon korrupta Sithorden genom att förgöra alla de andra sithlorderna, som han ansåg vara ovärdiga. Genom ett tankeknep lurade han lord Kaan att tro att sitherna kunde motstå tankebomben. Då lord Kaan i stridernas slutskede detonerade tankebomben dödade den jediriddarna, men också alla sither som befann sig tillsammans med honom, inklusive Githany. Den enda sith som överlevde slaget om Ruusan var Bane, som befann sig på säkert avstånd från explosionen. Jediorden trodde dock länge att alla sither dött i slaget. Darth Bane tog sig senare en lärling, Darth Zannah, enligt regeln om två. Darth Zannah var den som till slut dödade Darth Bane för att själv bli mästare, också detta enligt regeln om två.

### Fotnoter
1. 1 2 3 4 5  Titan Books.